# Sabulodes striata
Sabulodes striata là một loài bướm đêm trong họ Geometridae.